# جوشوا كينيدي

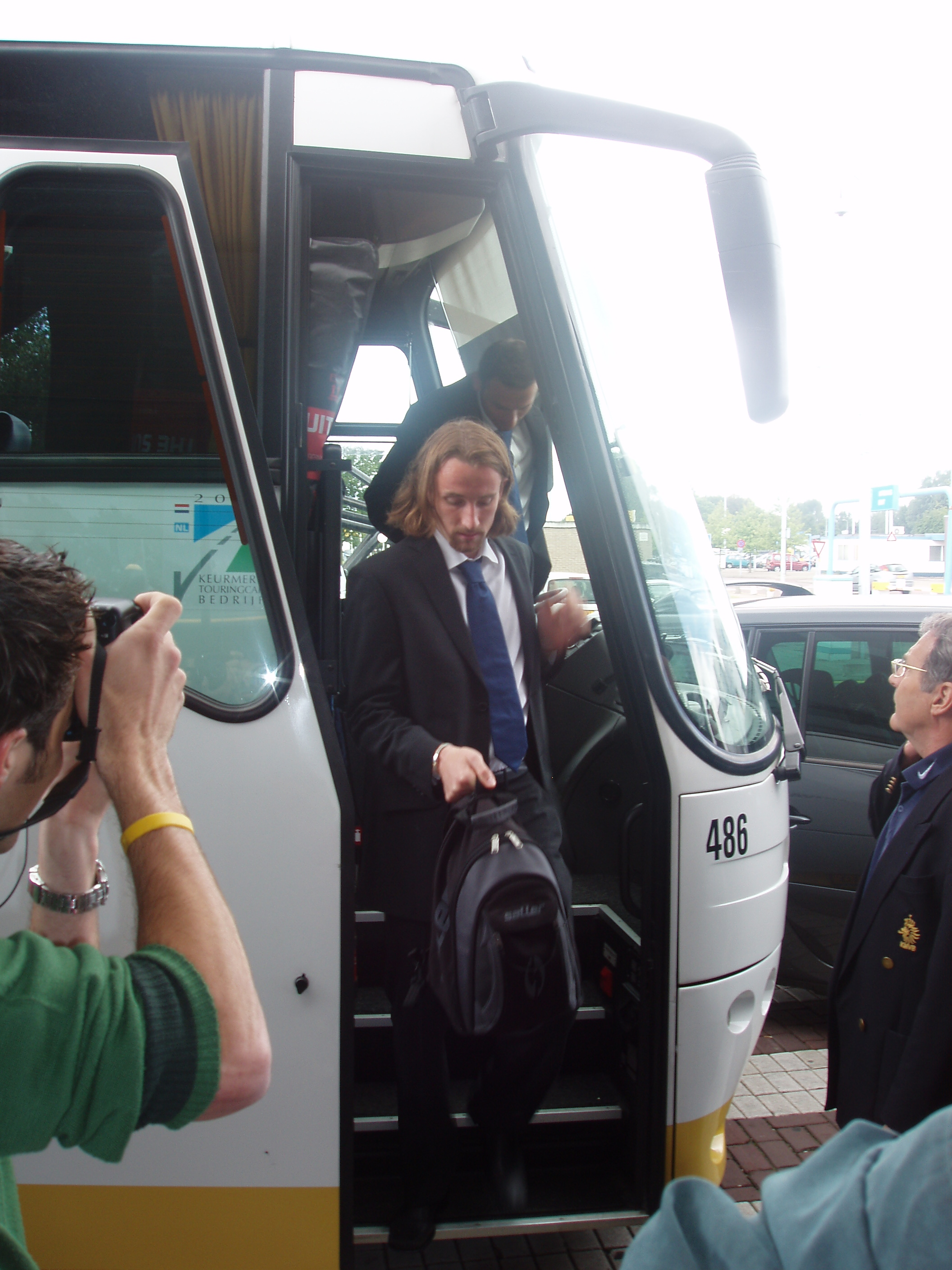
جوشوا كينيدي

جوشوا بلايك كينيدي (بالإنجليزية: Joshua Kennedy)‏ ، من مواليد 20 أغسطس 1982 في وودونغا في أستراليا ، لاعب كرة قدم أسترالي.
يلعب مع نادي ناغويا غرامبوس الياباني.
يلعب مع منتخب أستراليا لكرة القدم منذ عام 2006.

## روابط خارجية
- جوشوا كينيدي على موقع الاتحاد الدولي (مؤرشف)  (الإنجليزية)
- جوشوا كينيدي على موقع رابطة كرة القدم اليابانية للمحترفين (اليابانية)
- جوشوا كينيدي على موقع قاعدة بيانات كرة القدم.إي يو (الإنجليزية)
- جوشوا كينيدي على موقع بيانات كرة القدم. دي إي (الألمانية)
- جوشوا كينيدي على موقع ناشيونال فوتبول تيمز (الإنجليزية)
- جوشوا كينيدي على موقع Soccerway.com (الإنجليزية)
- جوشوا كينيدي على موقع عالم كرة القدم.نت (الإنجليزية)
- جوشوا كينيدي على موقع كووورة
- جوشوا كينيدي على موقع AS.com (الإسبانية)